# Regierungsbezirk Posen

Verwaltungsgliederung der preußischen Provinz Posen.
Regierungsbezirk Posen
Regierungsbezirk Bromberg

Der Regierungsbezirk Posen war von 1815 bis 1919 ein Regierungsbezirk der preußischen Provinz Posen. Sein Gebiet gehört heute größtenteils zur polnischen Woiwodschaft Großpolen.

## Geschichte
Der Regierungsbezirk Posen wurde 1815 in der preußischen Provinz Großherzogtum Posen neben dem Regierungsbezirk Bromberg eingerichtet. Er umfasste den südlichen Teil der Provinz und besaß bei seiner Gründung eine Fläche von 17.839 km². Der Sitz des Regierungspräsidenten befand sich in Posen. Die Bevölkerung des Regierungsbezirks war mehrheitlich polnischsprachig. Die Provinz Posen gehörte seit 1871 zum Deutschen Kaiserreich. Nach dem Ende des Ersten Weltkriegs musste der Großteil des Regierungsbezirks gemäß den Bestimmungen des Versailler Friedensvertrages an Polen abgetreten werden. Beim Deutschen Reich verblieben der Kreis Schwerin an der Warthe sowie Teile der Kreise Bomst, Fraustadt, Meseritz, Krotoschin, Lissa und Rawitsch.

## Einwohnerentwicklung
|           | Regierungsbezirk Posen |         |           |           |           |
| Jahr      | 1820                   | 1850    | 1880      | 1900      | 1910      |
| Einwohner | 621.099                | 900.756 | 1.095.873 | 1.198.252 | 1.335.884 |

## Verwaltungsgliederung

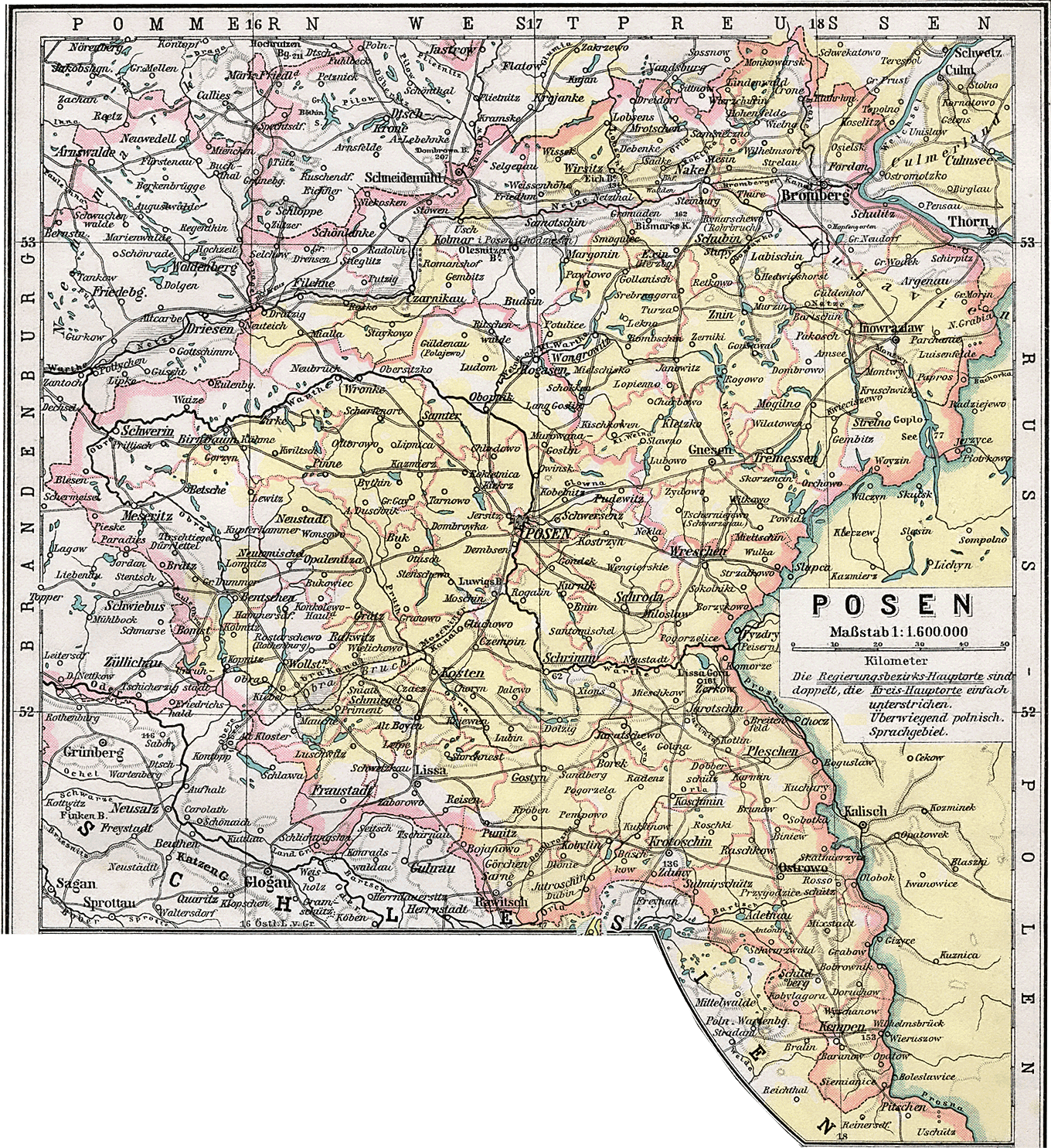
Karte der Provinz Posen 1905

### 1815–1887
Stadtkreis
- Stadtkreis Posen

Landkreise
- Adelnau
- Birnbaum
- Bomst
- Buk
- Fraustadt
- Kosten
- Kröben
- Krotoschin
- Meseritz
- Obornik
- Pleschen
- Posen
- Samter
- Schildberg
- Schrimm
- Schroda
- Wreschen (bis 1820 Kreis Peysern)

### 1887–1919
Stadtkreis
- Stadtkreis Posen

Landkreise
- Adelnau
- Birnbaum
- Bomst
- Fraustadt
- Gostyn
- Grätz
- Jarotschin
- Kempen
- Koschmin
- Kosten
- Krotoschin
- Lissa
- Meseritz
- Neutomischel
- Obornik
- Ostrowo
- Pleschen
- Posen-Ost
- Posen-West
- Rawitsch
- Samter
- Schildberg
- Schmiegel
- Schrimm
- Schroda
- Schwerin an der Warthe
- Wreschen

## Regierungspräsidenten
- 1815: Joseph von Zerboni di Sposetti
- 1824: Ludwig von Colomb  (vertretungsweise)
- 1825: Theodor von Baumann
- 1831: Eduard von Flottwell
- 1840: Adolf Heinrich von Arnim-Boitzenburg
- 1843: Carl Moritz von Beurmann
- 1850: Gustav von Bonin
- 1851: Eugen von Puttkamer
- 1860: Gustav von Bonin (2. Amtszeit)
- 1862: Karl von Horn
- 1869: Otto von Königsmarck
- 1873: William Barstow von Guenther
- 1887: Robert von Zedlitz-Trützschler
- 1890: Edgar Himly
- 1895: Ernst von Jagow
- 1899: Franz Krahmer
- 1917: Paul Kirschstein
- 1919: Friedrich von Bülow (kommissarisch)

## Regierungsvizepräsidenten
- 1871: Anton von Wegnern
- 1875: Richard Wegner
- 1881: Hugo von Sommerfeld
- 1887: Gustav Zimmermann
- 1889: Edgar Himly

## Bildung
Der Regierungsbezirk wies an höheren Schulen auf: das Mariengymnasium Posen und das Friedrich-Wilhelm-Gymnasium, das Gymnasium in Lissa, Krotoschin und Ostrowo, Realschulen in Fraustadt, Meseritz, Rawicz, Schrimm.